# Milionerzy (film 2004)
Milionerzy (ang. Millions) – amerykańsko-brytyjski film fabularny z 2004 roku w reżyserii Danny’ego Boyle’a. Zdjęcia kręcono w Liverpoolu, Manchesterze, Boltonie oraz w miasteczku Widnes w hrabstwie Cheshire.

## Fabuła
Dwaj brytyjscy bracia, 8-letni Damian i 10-letni Anthony, stają się posiadaczami torby ze zrabowanymi pieniędzmi o wartości 250 000 funtów. Muszą jak najszybciej wydać tę fortunę, ponieważ za tydzień ma nastąpić zmiana waluty na euro. W dodatku po piętach depczą im złodzieje, chcący wykorzystać pieniądze do swoich korzyści.

## Obsada
- Alex Etel jako Damian
- Lewis McGibbon jako Anthony
- James Nesbitt jako Ronnie
- Daisy Donovan jako Dorothy
- Christopher Fulford jako biedak
- Alun Armstrong jako św. Piotr
- Enzo Cilenti jako św. Franciszek z Asyżu
- Nasser Memarzia jako św. Józef
- Kolade Agboke jako Ambrosio

i inni